# Allium verticillatum
Allium verticillatum är en amaryllisväxtart som beskrevs av Eduard August von Regel. Allium verticillatum ingår i släktet lökar, och familjen amaryllisväxter. Inga underarter finns listade i Catalogue of Life.